# Чинпокомон
«Чинпокомон» (англ. Chinpokomon) — эпизод 310 (№ 42) сериала «Южный Парк», премьера которого состоялась 3 ноября 1999 года. Название серии образовано из слов chinpoko (более правильный способ передачи слова в русском языке будет тимпоко. Так, наряду с chinpo и pokochin, японские дети называют пенис) и «Покемон», популярной серии игр и аниме. Слово «Chinpokomon» можно примерно перевести как «пенисо-карманный монстр». Эпизод не транслировался в Японии по телевидению и был исключён из японского DVD-издания третьего сезона.
В 2000 году эпизод был номинирован на премию «Эмми» за лучшую анимационную программу, но проиграл эпизоду Симпсонов «За завесой смеха».

## Сюжет
Картман сидит дома и смотрит новое любимое телешоу из Японии, «Чинпокомон». Главный герой шоу мечтает стать «Коронованным Мастером Чинпоко» и говорит, что зрители тоже могут стать «Коронованными Мастерами Чинпоко», но только если приобретут Чинпокомонов и пройдут тренировку в специальном лагере Чинпокомон. Вся продукция Чинпокомонов, от плюшевых кукол до видеоигр, содержит не слишком завуалированные анти-американские лозунги (например, одна из кукол говорит «Разделайся с Америкой», а целью игры является атака на Пёрл-Харбор).
Вскоре все дети становятся одержимы Чинпокомонами, за исключением Кайла, который из-за этого становится объектом насмешек. В итоге Кайл тоже начинает покупать Чинпокомонов, чтобы друзья продолжали с ним общаться. К его несчастью, продукция, связанная с Чинпокомонами, настолько часто обновляется, что Кайл просто не успевает обзаводиться самыми последними новинками — как только он покупает недавно вышедшую игрушку, популярной оказывается ещё более новая. Его родители удивлены, что он тратит так много денег на простую забаву, и пытаются объяснить ему, что покупать все эти игрушки бессмысленно. Тем не менее они сочувствуют Кайлу и дают ему деньги на всё, что он хочет купить.
Мальчики планируют попасть в официальный лагерь Чинпокомон, который является прикрытием для военной тренировочной базы, построенной японским правительством, чтобы тренировать детей для будущей атаки на Пёрл-Харбор. Как только кто-нибудь начинает догадываться об истинных намерениях японцев, они совершают отвлекающий манёвр, говоря, что у американцев огромные пенисы по сравнению с пенисами японцев, — эта лесть действует безотказно.
Родители Стэна смотрят видеокассету «Чинпокомонов», чтобы понять, почему дети так ими одержимы, и увиденное повергает их в недоумение. Шоу, в основном, представляет собой неадекватные крики в сочетании со слабой анимацией. Они начинают подозревать японских производителей игрушек в чём-то нехорошем, и Шерон говорит, что тупость в мультфильмах может быть хуже, чем пошлость и насилие. Они сообщают другим родителям и показывают им кассету. Шейла Брофловски утверждает, что это очередная безобидная детская забава и что она разрешила своему сыну посетить лагерь Чинпокомон, если он сделает все домашние задания.
Вскоре родители раскрывают правду о Чинпокомонах, когда, вернувшись из лагеря, дети начинают странно себя вести: на занятиях в школе они разговаривают на японском, называют мистера Гаррисона и мистера Шляпу «Гаррисон-сан» и «Шляпа-сан», их лица приобретают стилизованные выражения в духе аниме. Решив оградить своих детей от Чинпокомонов, родители Саут-Парка пробуют сделать модной какую-нибудь другую игрушку. Учёные усаживают мальчиков перед экраном и показывают им рекламные ролики экспериментальных игрушек. Сперва они показывают «Безумный велосипед» — абсурдное подобие велосипеда, которым практически невозможно управлять. Не получив от детей одобрительного отзыва, учёные переходят к «Мужику из Алабамы» — фигурке агрессивного, пьющего фермера, в результате игры с которым дети учатся нецензурной ругани и хотят быть похожими на него. Тем не менее «Мужик из Алабамы» не способен отвлечь внимание детей от Чинпокомонов.
В итоге все дети Саут-Парка маршируют через город под предводительством японцев, пока родители тщетно пытаются облагоразумить детей. Как только они высказывают японцам своё недовольство их деятельностью, те снова прибегают к помощи трюка «огромные пенисы американцев». Родители обращаются с жалобой к Биллу Клинтону, но тот тоже становится жертвой трюка с «большим пенисом» и ничего не может сделать. В итоге родители решают прибегнуть к реверсивной психологии, притворившись, что тоже любят Чинпокомонов. Так как дети ненавидят всё, что любят их родители, уловка срабатывает, и дети, за исключением Кайла, мгновенно теряют всякий интерес к Чинпокомонам. Кайл заявляет, что не прекратит любить Чинпокомонов, чтобы не идти на поводу у толпы, и всё равно готовится вылететь на бомбардировщике, чтобы атаковать Пёрл-Харбор. Стэн помогает ему понять, что он просто запутался, и тот с неохотой покидает самолёт.

## Смерть Кенни
У Кенни начинается припадок во время игры в «Чинпокомон» на приставке, и в дальнейшем на протяжении эпизода он не говорит и не двигается. В конце эпизода его тело лопается, и наружу выбираются крысы, при этом Картман говорит: «Фу! Гадость какая!», на что Стэн и Кайл только смеются.

## Пародии
- Телешоу «Чинпокомон» является явной пародией на популярный аниме-сериал «Покемон».
- Припадок Кенни отсылает к инциденту с серией «Покемона» Dennou Senshi Porygon, которая была запрещена после того, как вызвала большое число припадков у японских зрителей, особенно у больных эпилепсией, из-за сцены с обилием ярких цветов, мигающих на высокой частоте[3].
- Появляющаяся в игре и фильме японка — пародия на 25-й кадр и традиции японской рекламы.
- В финале, когда родители убеждаются в эффективности своего метода борьбы с чинпокомонами, Шерон Марш говорит мистеру Гаррисону «Spread the word», и тот начинает с помощью азбуки Морзе печатать сообщение для других городов. Этот момент пародирует финал фильма «День независимости».

## Факты
- Слово «тимпоко» (chinpoko по Хэпбёрну) переводится с японского как «член» в вульгарной форме.
- Эпизод назвал своим любимым один из аниматоров сериала, Дзюнъити Нисимура, японец по национальности[4].
- Главу компании «Чинпокомон» зовут господин Хирохито. Так звали предыдущего императора Японии, умершего в 1989 году.
- В разговорах детей в классе и представителей компании «Чинпокомон» на японском на самом деле используются осмысленные японские фразы. Полную их расшифровку можно почитать на официальном сайте сериала[5].
- Чинпокомоны также являются бонусом игры South Park: The Stick of Truth.